# Dendropsophus pseudomeridianus
Dendropsophus pseudomeridianus es una especie de anfibios de la familia Hylidae. Es endémica de Brasil.
Sus hábitats naturales incluyen sabanas secas, praderas parcialmente inundadas, marismas de agua dulce, corrientes intermitentes de agua, tierra arable, pastos, plantaciones, jardines rurales, zonas previamente boscosas ahora muy degradadas, estanques, canales y diques.